# کاپیتان بنوا
کاپیتان بنوا (انگلیسی: Captain Benoit) فیلمی در ژانر مهیج به کارگردانی موریس دو کنونژ است که در سال ۱۹۳۸ منتشر شد.